# Luke McCullough
Luke McCullough (Portadown, 1994. február 15. –) északír válogatott labdarúgó.
Az északír válogatott tagjaként részt vett a 2016-os Európa-bajnokságon.